# Ян, Карл
Карл фон Ян (нем. Karl von Jan; 22 мая 1836, Швейнфурт — 4 сентября 1899, Адельбоден) — немецкий филолог-классик и теоретик музыки.

## Очерк биографии
Сын филолога-классика Людвига фон Яна (1807-1869), Карл фон Ян получил отличное классическое образование (окончил в 1857 университет Эрлангена) и уже в юности увлёкся античной музыкальной культурой. В 1859 г. в Берлинском университете защитил диссертацию (на латинском языке) «De fidibus graecorum» (О струнных инструментах [древних] греков). Устроившись на работу в берлинскую гимназию «Zum Grauen Kloster», плодотворно общался с её директором, крупным филологом и музыковедом И.Ф. Беллерманом (Bellermann). С 1862 работал в Ландсбергской гимназии, где преподавал классические языки, руководил гимназическим хором и симфоническим оркестром. С 1875 Ян преподавал языки и музыкальные дисциплины в гимназии Сааргемюнда, а в 1883—96 гг. занимал должность профессора в крупном лицее Страсбурга.

## Очерк научной деятельности
Основным трудом Яна считается его антология «Musici scriptores Graeci» (Leipzig, 1895; многие репринты). В 1899 г. (там же) вышло расширенное издание антологии, первую часть которой составили критические издания музыкальных трактатов Псевдо-Аристотеля («Проблемы»), Евклида («Деление канона»), Никомаха («Введение в гармонику»), Бакхия, Гауденция, Алипия, Клеонида и некоторые фрагментарные тексты. Во второй части (Carminum Graecorum reliquiae) Ян дал восемь образцов древнегреческой музыки в современной транскрипции (в 5-линейной нотации). Издания текстов и музыки учёный снабдил подробными комментариями (в традициях немецкой науки — на латинском языке).
Как теоретик-античник, помимо инструментов изучал загадочный древнегреческий ном, ритмику Аристоксена, философскую концепцию гармонии сфер. Ян вступил в многолетнюю полемику с другим крупным антиковедом Рудольфом Вестфалем, который (как и Геварт) искал в гармонии греков аналоги современной мажорно-минорной тональности. Ян — автор многих статей по музыкальной античности во втором издании знаменитой энциклопедии Паули-Виссова. Помимо античности Ян также занимался музыкой Средних веков (Хукбальд) и раннего барокко (Ж.Ж.Руссо).
Труды Яна заложили фундамент современного музыкального антиковедения. В то время как его транскрипции греческой музыки ныне считаются несколько устаревшими (концепция метра в музыке греков полностью пересмотрена), его издания греческих текстов о музыке до сих пор актуальны и служат основой для переводов на многие современные языки, в том числе, на русский.

## Труды
- Musici scriptores Graeci (Aristoteles, Euclides, Nicomachus, Bacchius, Gaudentius, Alypius) et melodiarum veterum quidquid exstat, recognovit pooemiis et indice instruxit Carl Jan. Stutgardiae et Lipsiae: Teubner, 1995 (репринт).
- Die Harmonik des Aristoxenianers Kleoneides // Programm des Gymnasiums mit Realklassen zu Landsberg a.W. Landsberg: Schneider, 1870, S. 1–23.
- Auletischer und aulodischer Nomos // Jahrbücher für classische Philologie, 119  (1879), S.577–92.
- Die griechischen Saiteninstrumente // Programm des Gymnasiums Saargemünd. Leipzig, 1882.
- Die Musik-Instrumente der Griechen und Römer // Festschrift zur 25-jährigen Jubelfeier des Gymnasiums und Realgymnasiums zu Landsberg a. W. Landsberg, 1884.
- Rousseau als Musiker // Preußische Jahrbücher 56 (1885), S. 831 ff.
- Die Harmonie der Sphären // Philologus, lii (1894), S.13–37.
- Der Musikschriftsteller Albinus // Philologus 56 (1897), S. 163 ff.
- Hucbald und das Organum // Allgemeine Musikzeitung Nr. 11–13 (Charlottenburg, 1899)
- Neue Sätze aus der Rhythmik des Aristoxenus // Berliner philologische Wochenschrift, 19 (1899), SS. 475–9, 508–11.